# نظرية كاتل-هورن-كارول

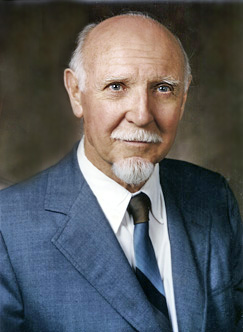
ريموند ب. كاتيل : عالم نفس بريطاني أمريكي

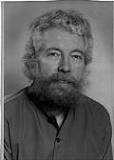
جون ليونارد هورن: عالم نفس أمريكي

نظرية كاتل-هورن-كارول (بالإنجليزية: Cattell–Horn–Carroll theory) (والتي يشار إليها اختصارًا بـ CHC) تعتبر نظرية نفسية حول بنية القدرات المعرفية البشرية. استنادًا إلى عمل ثلاثة علماء نفس، وهم ريموند ب. كاتل، وجون إل. هورن، وجون بيسل كارول، تعتبر نظرية كاتل-هورن-كارول نظرية هامة في دراسة الذكاء البشري. استنادًا إلى مجموعة كبيرة من الأبحاث، التي امتدت لأكثر من 70 عامًا، طُورت نظرية كارول للطبقات الثلاث باستخدام النهج السيكومتري، والقياس الموضوعي للاختلافات الفردية في القدرات، وتطبيق تحليل العوامل، وهي تقنية إحصائية تكشف العلاقات بين المتغيرات والبنية الأساسية لمفاهيم مثل "الذكاء". لقد سهل النهج السيكومتري باستمرار تطوير أدوات قياس موثوقة وصالحة ولا يزال يهيمن على مجال أبحاث الذكاء.
تعتبر نظرية كاتل-هورن-كارول تكاملًا لنموذجين نظريين راسخين سابقًا للذكاء: نظرية الذكاء السائل والمتبلور (Gf-Gc)، ونظرية كارول الطبقات الثلاث (1993)، وهو نموذج هرمي ثلاثي الطبقات للذكاء. نظرًا للتشابهات الكبيرة بين النظريتين، دُمجت لتشكيل نظرية كاتل-هورن-كارول. ومع ذلك، فقد شكك بعض الباحثين، بما في ذلك جون كارول، ليس فقط في الحاجة إلى النظرية ولكن أيضًا في الأساس التجريبي لها.
في أواخر التسعينيات، وُسع نموذج النظرية بواسطة مكجرو، ونُقحت لاحقًا بمساعدة فلانغان. فُصلت الامتدادات اللاحقة للنموذج في مكجرو (2011) وشنايدر ومكجرو (2012) هناك عدد كبير إلى حد ما من الاختلافات الفردية المتميزة في القدرة المعرفية، وترى النظرية أن العلاقات بينها يمكن اشتقاقها عن طريق تصنيفها إلى ثلاث طبقات مختلفة: الطبقة الأولى، القدرات "الضيقة"؛ الطبقة الثانية، القدرات "الواسعة"؛ والطبقة الثالثة، التي تتكون من "قدرة عامة" واحدة (أو g).
اليوم، تحظى نظرية كاتل-هورن-كارول بقبول واسع النطاق باعتبارها النظرية الأكثر شمولاً والمدعومة تجريبيًا للقدرات المعرفية، حيث تثري مجموعة كبيرة من الأبحاث والتطوير المستمر لاختبارات حاصل الذكاء (IQ).

## الخلفية

### تطوير نموذج كاتل-هورن-كارول
إن نظرية كاتل-هورن-كارول للذكاء هي توليفة لنموذج كاتل وهورن للذكاء المائع والمتبلور و التسلسل الهرمي الثلاثي لـ كارول. اُبرز الوعي بأوجه التشابه بين قدرات نموذج الذكاء المائع والمتبلور الموسع لـ كاتل وهورن وقدرات كارول في الطبقة العريضة الثانية في اجتماع عام 1985 يتعلق بتنقيح بطارية وودكوك-جونسون للتحصيل النفسي والتربوي. في هذا الاجتماع، قدم هورن نظرية الذكاء المائع والمتبلور للعديد من الشخصيات البارزة في اختبار الذكاء، بما في ذلك جون ب. كارول. كان كارول بالفعل مؤيدًا قويًا لنظرية كاتل-هورن، حيث ذكر في عام 1993 أن نموذج الذكاء المائع والمتبلور "يبدو أنه يقدم النهج الأكثر تأسيسًا ومعقولية لنظرية مقبولة لهيكل القدرات المعرفية". كان هذا الاجتماع المصادف نقطة البداية لتكامل النظريتين. تطور تكامل النظريتين من خلال سلسلة من الأحداث التي حدثت على مدى عقدين من الزمن. على الرغم من وجود العديد من أوجه التشابه بين النموذجين، جادل هورن باستمرار وبإصرار ضد عامل القدرة العامة المفردة g. اقترح تشارلز سبيرمان لأول مرة وجود العامل g (المعروف أيضًا باسم الذكاء العام) في أوائل القرن العشرين بعد اكتشاف ارتباطات إيجابية كبيرة بين درجات الأطفال في المواد الأكاديمية التي تبدو غير ذات صلة.

#### نموذج كاتل وهورن للذكاء السائل والصلب
كان ريموند ب. كاتل (20 مارس 1905 - 2 فبراير 1998) أول من اقترح تمييزًا بين "الذكاء السائل" (Gf) و "الذكاء المتبلور" (Gc). تعتبر عوامل سبيرمان بمثابة مقدمة لهذه الفكرة، إلى جانب نظرية ثورستون للقدرات العقلية الأولية. بحلول عام 1991، وسع جون هورن، وهو تلميذ لكاتل، نموذج الذكاء المائع والمتبلور ليشمل 8 أو 9 قدرات واسعة.
يشير الذكاء السائل إلى الاستدلال الكمي، والقدرة على المعالجة، والقدرة على التكيف مع البيئات الجديدة وحل المشكلات المستجدة. يشير الذكاء المتبلور (Gc) إلى تراكم المعرفة (العامة والإجرائية والتصريحية). تشمل مهام Gc حل المشكلات باستخدام المواد المألوفة والاختبارات المنصفة ثقافيًا للمعرفة العامة والمفردات. يعتبر كل من Gf وGc عاملين من عوامل g (الذكاء العام). على الرغم من تميزهما، إلا أن هناك تفاعلًا بينهما، حيث أن الذكاء السائل هو عامل محدد في سرعة تراكم المعرفة المتبلورة. من المعروف أن الذكاء المتبلور يزداد مع التقدم في العمر حيث تراكم المعرفة طوال العمر. تبلغ قدرة المعالجة السائلة ذروتها في حوالي سن العشرين، ثم تنخفض باطراد. استكشفت الأبحاث الحديثة فكرة أن التدريب على مهام الذاكرة العاملة يمكن أن ينتقل إلى تحسينات في الذكاء السائل. لم تصمد هذه الفكرة تحت التدقيق الإضافي.

##### التسلسل الهرمي ثلاثي الطبقات لكارول
قدم عالم النفس الأمريكي جون ب. كارول (5 يونيو 1916 - 1 يوليو 2003) مساهمات كبيرة في علم النفس، والقياس النفسي، واللغويات التعليمية. في عام 1993، نشر كارول كتاب "قدرات الإنسان المعرفية: مسح لدراسات التحليل العاملي"، والذي قدم فيه "نظرية القدرات المعرفية: نظرية الطبقات الثلاث". أعاد كارول تحليل مجموعات البيانات من 461 دراسة تحليلية عاملية كلاسيكية للإدراك البشري، وقام بتقطير النتائج في 800 صفحة، وبالتالي قدم أساسًا متينًا للبحث المستقبلي في الذكاء البشري.
اقترحت نظرية كارول ثلاثية الطبقات نموذجًا للإدراك يتألف من ثلاثة مستويات: القدرات الضيقة في المستوى الأول، والقدرات الواسعة في المستوى الثاني، والقدرات العامة في المستوى الثالث.

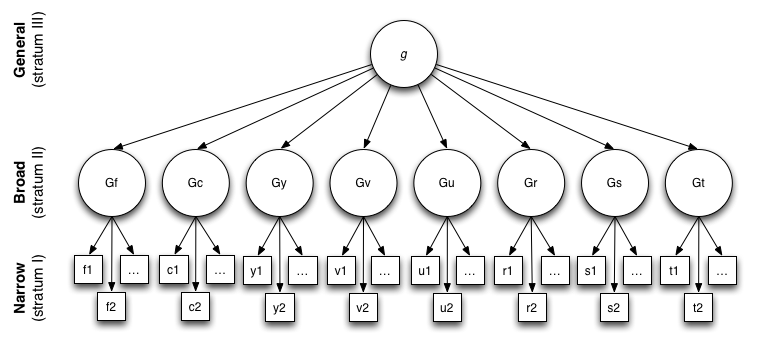
نموذج كارول للذكاء البشري ذو الثلاثة طبقات: الذكاء العام (ز)، الذكاء (Gf)، الذكاء المتبلور (Gc)، الذاكرة العامة والتعلم (Gy)، الإدراك الواسع النطاق (Gv)، الإدراك الواسع النطاق (Gu)، القدرة على الاسترجاع الواسع (Gr)، سرعة الإدراك وتعرف (Gs)، وسرعة المعالجة المركزية (Gt).

## القدرات

### القدرات الواسعة والضيقة
القدرات الواسعة هي:
- الفهم-المعرفة (Gc): تشمل اتساع وعمق معرفة الشخص المكتسبة، والقدرة على توصيل المعرفة، والقدرة على الاستدلال باستخدام الخبرات أو الإجراءات المتعلمة سابقًا.
- الاستدلال المائع (Gf): يشمل القدرة الواسعة على الاستدلال، وتكوين المفاهيم، وحل المشكلات باستخدام معلومات غير مألوفة أو إجراءات جديدة.
- المعرفة الكمية (Gq): هي القدرة على فهم المفاهيم والعلاقات الكمية ومعالجة الرموز العددية.
- القدرة على القراءة والكتابة (Grw): تشمل مهارات القراءة والكتابة الأساسية.
- الذاكرة قصيرة المدى (Gsm): هي القدرة على إدراك المعلومات والاحتفاظ بها في الوعي المباشر ثم استخدامها في غضون ثوانٍ قليلة.
- التخزين والاسترجاع على المدى الطويل (Glr): هي القدرة على تخزين المعلومات واسترجاعها بطلاقة لاحقًا في عملية التفكير.
- المعالجة البصرية (Gv): هي القدرة على إدراك الأنماط المرئية وتحليلها وتوليفها والتفكير بها، بما في ذلك القدرة على تخزين واسترجاع التمثيلات المرئية.
- المعالجة السمعية (Ga): هي القدرة على تحليل وتوليف وتمييز المنبهات السمعية، بما في ذلك القدرة على معالجة وتمييز أصوات الكلام التي تُقدم في ظل ظروف مشوهة.

- سرعة المعالجة (Gs): هي القدرة على أداء المهام المعرفية التلقائية، خاصةً عند قياسها تحت ضغط للحفاظ على الانتباه المركّز.

القدرة العاشرة، وهي سرعة اتخاذ القرار/زمن رد الفعل (Gt)، تعتبر جزءًا من النظرية، ولكنها لا تُقيم حاليًا بواسطة أي اختبار رئيسي للقدرة الفكرية، على الرغم من أنه يمكن تقييمها بمقياس تكميلي مثل اختبار الأداء المستمر.
- سرعة اتخاذ القرار/زمن رد الفعل (Gt): يعكس مدى سرعة استجابة الفرد للمنبهات أو المهمة (عادةً ما تُقاس بالثواني أو أجزاء من الثانية؛ يجب عدم الخلط بينها وبين Gs، والتي تُقاس عادةً بفترات تتراوح بين 2-3 دقائق).

يقترح مكغرو عددًا من الامتدادات لنظرية كاتل-هورن-كارول، بما في ذلك المعرفة الخاصة بالمجال (Gkn)، والقدرة النفسحركية (Gp)، والسرعة النفسحركية (Gps). بالإضافة إلى ذلك، تُقترح قدرات معالجة حسية إضافية، بما في ذلك اللمسية (Gh)، والحركية (Gk)، والشمية (Go).
القدرات الضيقة هي:
| المعرفة الكمية   | القراءة والكتابة         | الفهم والمعرفة             | التفكير المرن            | الذاكرة قصيرة الأجل  | تخزين واسترداد طويل الأجل | المعالجة البصرية          | المعالجة السمعية                | سرعة المعالجة               |
| ---------------- | ------------------------ | -------------------------- | ------------------------ | -------------------- | ------------------------- | ------------------------- | ------------------------------- | --------------------------- |
| المعرفة الرياضية | فك رموز القراءة          | معلومات لفظية عامة         | الاستدلال الاستقرائي     | مدى الذاكرة          | الذاكرة الترابطية         | التصور البصري             | الترميز الصوتي                  | سرعة الإدراك                |
| الإنجاز الرياضي  | فهم القراءة              | تطوير اللغة                | الاستدلال التسلسلي العام | قدرة الذاكرة العاملة | الذاكرة الدلالية          | التدوير السريع            | تمييز الأصوات الكلامية          | سرعة أداء الاختبار          |
|                  | سرعة القراءة             | المعرفة المعجمية           | الاستدلال البياجيهي      |                      | ذاكرة الاستدعاء الحر      | سرعة الإغلاق              | مقاومة لتشويه التحفيزات السمعية | القدرة العددية              |
|                  | القدرة على التهجئة       | القدرة على الاستماع        | التفكير الكمي            |                      | الطلاقة الفكرية           | مرونة الإغلاق الإدراكي    | الذاكرة للأنماط الصوتية         | سرعة القراءة/ طلاقة القراءة |
|                  | استخدام اللغة الإنجليزية | القدرة على التواصل         | سرعة الاستدلال           |                      | الطلاقة الترابطية         | الذاكرة البصرية           | الحفاظ على الإيقاعات وتقييمها   | سرعة الكتابة/طلاقة الكتابة  |
|                  | القدرة على الكتابة       | الإدراك النحوي             |                          |                      | السهولة في التعبير        | المسح المكاني             | التمييز الموسيقي والحكم عليه    |                             |
|                  | سرعة الكتابة             | الطلاقة والإنتاج الشفهي    |                          |                      | الأصالة                   | التكامل الإدراكي التسلسلي | النغمة المطلقة                  |                             |
|                  | القدرة على ملء الفراغات  | الاستعداد لتعلم لغة أجنبية |                          |                      | سهولة التسمية             | تقدير الطول               | تحديد مكان الصوت                |                             |
|                  |                          |                            |                          |                      | طلاقة الكلمات             | أوهام حسية                | التتبع الزمني                   |                             |
|                  |                          |                            |                          |                      | سيولة الأشكال             | تناوبات إدراكية           |                                 |                             |
|                  |                          |                            |                          |                      | مرونة الأشكال             | تصوُّر                      |                                 |                             |
|                  |                          |                            |                          |                      | القدرة على التعلم         |                           |                                 |                             |

## اختبارات النموذج
صُنفت العديد من اختبارات القدرة المعرفية باستخدام نموذج كاتل-هورن-كارول وهي موصوفة في المرجع المكتبي لاختبارات الذكاء (ITDR). نظرية كاتل-هورن-كارول ذات صلة خاصة بعلم النفس المدرسي لتقييم التربية النفسية. 5 من أصل 7 اختبارات رئيسية للذكاء قد تغيرت لتتضمن نظرية كاتل-هورن-كارول كأساس لها لتحديد وتشغيل القدرات/العمليات المعرفية. بما أن جميع أدوات الاختبار الفكري الحديثة تفشل في قياس جميع القدرات العشر ذات الطبقة العريضة بشكل فعال، فقد طُورت طريقة بديلة للتقييم والتفسير المعرفي تسمى تقييم البطارية المتقاطعة. ومع ذلك، فقد اُنتقدت مصداقية هذا النهج في التقييم والتفسير في الأدبيات البحثية باعتباره معيبًا إحصائيًا.

## قضايا أخرى ذات صلة
تماشياً مع الطبيعة المتطورة للنظرية، يظل إطار كاتل-هورن-كارول "نظرية تجريبية مفتوحة يمكن للاختبارات المستقبلية للقدرات التي لم تُقاس أو غير المعروفة بعد أن تسفر عن عوامل إضافية على مستوى واحد أو أكثر في تسلسل كارول الهرمي". لا يزال هناك بعض الجدل حول القدرات الواسعة (الطبقة الثانية)، والقدرات الضيقة (الطبقة الأولى)، ولا تزال هذه مفتوحة للتنقيح.
سلط ماكالوم الضوء على الحاجة إلى إدراك حدود أدوات القياس الاصطناعية المبنية على النماذج الرياضية: "ببساطة، نماذجنا غير معقولة إذا أُخذت على أنها تمثيلات دقيقة أو حرفية لظواهر العالم الحقيقي. لا يمكنها التقاط تعقيد العالم الحقيقي الذي تزعم تمثيله. في أحسن الأحوال، يمكن أن تقدم تقريبًا للعالم الحقيقي له معنى موضوعي وفائدة ما."

## قراءة إضافية
- Gregory، Robert J. (2011). Psychological Testing: History, Principles, and Applications (ط. Sixth). Boston: Allyn & Bacon. ISBN:978-0-205-78214-7.
- Kaufman، Alan S. (2009). IQ Testing 101. New York: Springer Publishing. ISBN:978-0-8261-0629-2.
- Tucker، William H. (2009). The Cattell Controversy: Race, Science, and Ideology. University of Illinois Press. ISBN:978-0-252-03400-8.
  - Scott Jaschik (20 مارس 2009). "The Cattell Controversy". Inside Higher Ed. مؤرشف من الأصل في 2022-12-03.
- Newton, J. H., & McGrew, K. S. (2010). Introduction to the special issue: Current research in Cattell–Horn–Carroll–based assessment. Psychology in the Schools, 47(7), 621-634.